# Preußische G 4.2
Die Gattung G 4.2 war eine Weiterentwicklung der Güterzuglokomotiven der Gattungen G 3 und G 4.1 durch Henschel für die Preußischen Staatseisenbahnen in Verbundbauart.

## Geschichte
Im Jahr 1882 wurden die ersten beiden Probelokomotiven von Henschel gebaut. Anfangs gab es noch die für die Verbund-Bauart typischen Anfahrtprobleme. Erst als diese gelöst waren, wurde ab 1885 mit dem Serienbau durch alle größeren preußischen Lokomotivfabriken begonnen. Der Serienbau erstreckte sich bis 1899, aber noch 1903 erfolgte eine Lieferung für die Ostpreußische Südbahn. Insgesamt wurden etwa 780 Lokomotiven dieses Typs für preußische Bahnen geliefert. Durch die Verbundbauart waren die G 4.2 gegenüber den Zwillingsmaschinen sparsamer und leistungsfähiger. Die G 4.2 wurde im Güterzugdienst auf längeren Strecken eingesetzt.
Nach Ende des Ersten Weltkriegs kamen sechs G 4.2 (als 272.005–010) als Reparation zu den italienischen Staatsbahnen (FS). Auch die Polnischen Staatsbahnen erhielten Lokomotiven dieses Typs und bezeichneten sie als Th3.
Die Deutsche Reichsbahn stationierte 1920 eine G 4.2 in die Direktion Schwerin um, wo sie die mecklenburgische Bahnnummer 406 erhielt. Im Umzeichnungsplan von 1923 waren noch 296 Lokomotiven als 53 001 – 295 und 53 451 (Direktion Schwerin) zur Umzeichnung vorgesehen. 1925 waren davon noch die Lokomotiven 53 001 – 024 übrig. Die 53 025 war eine ehemalige G 4.2 der Reichseisenbahnen in Elsaß-Lothringen. Bis 1930 waren alle Fahrzeuge ausgemustert worden. Mit der Eingliederung der Braunschweigischen Landes-Eisenbahn in die Reichsbahn zum 1. Januar 1938 kamen wieder vier G 4.2 als 53 7001 – 7004 in den Bestand der Reichsbahn. Während des Zweiten Weltkrieges gelangten sechs G 4.2 aus Polen als 53 7701 – 7706 in den Bestand der Reichsbahn.
Die Fahrzeuge waren mit einem Schlepptender der Bauart pr 3 T 10,5 oder pr 3 T 12 ausgestattet.
Auch andere Bahnen ließen die G 4.2 bauen:
- Ostpreußische Südbahn: Vier Lokomotiven von 1903, im gleichen Jahr von der Preußischen Staatseisenbahnen übernommen,
- Werrabahn: Fünf Lokomotiven von 1893 und 1894, 1895 von der Preußischen Staatseisenbahnen übernommen,
- Königlich Preussische Militär-Eisenbahn: Eine Lokomotive von 1899, 1919 von der Preußischen Staatseisenbahnen übernommen,
- Lübeck-Büchener Eisenbahn: Zwei Lokomotiven von 1896, als G 3 bezeichnet, 1923 ausgemustert,
- Großherzoglich Oldenburgische Staatseisenbahnen: 27 Lokomotiven, siehe Oldenburgische G 4.2,
- Reichseisenbahnen in Elsaß-Lothringen: 57 Lokomotiven der Reihen C28 und C30 sowie 36 der G 4.2 ähnliche Maschinen der Reihen C25, C26 und C27, siehe Elsaß-Lothringische G 4.

## Konstruktive Merkmale
Trotz Vorlage des Musterblattes III 3a gab es bei den einzelnen Lokomotiven Bauartunterschiede. Durch unterschiedliche Zahl der Rohre ergab sich eine unterschiedliche Heizfläche. Der Dampfdom war je nach Bauart auf dem ersten, zweiten oder dritten Kesselschuss angebracht. Anfang waren die Gegengewichte genietet, später gegossen. Manche Lokomotiven hatten Anfahrvorrichtungen der Bauart von Borries, andere der Bauart Dultz.

## G 4.2 bei der Mecklenburgischen Friedrich-Franz-Eisenbahn
Der gestiegene Güterverkehr machte um die Jahrhundertwende die Beschaffung neuer Lokomotiven erforderlich. Die Großherzogliche Mecklenburgische Friedrich-Franz-Eisenbahn erwarb deshalb in den Jahren 1901 bis 1905 fünf Lokomotiven der preußischen Gattung G 4.2. Die Lokomotiven erhielten die Bahnnummern 401 bis 405 und wurden in die Gattung X eingeordnet. Die ersten vier Maschinen wurden von Henschel und die fünfte von Linke geliefert. 1920 verfügte die Deutsche Reichsbahn die Zuweisung einer früheren preußischen Lokomotive zum mecklenburgischen Fahrzeugbestand. Diese Maschine mit dem Baujahr 1895 trug die Nummer Berlin 3801  und erhielt die mecklenburgische Bahnnummer 406. Im vorläufigen Umzeichnungsplan von 1923 waren die Lokomotiven als 53 401 bis 405 und 53 451 enthalten. Sie wurden jedoch alle bis 1925 ausgemustert.
Alle ursprünglich an die Friedrich-Franz-Eisenbahn gelieferten Lokomotiven entsprachen der ab 1898 an die preußische Staatsbahn gelieferten Bauform mit dem auf dem dritten Kesselschuss liegenden Dampfdom.

## G 4.2 bei der Marburger Kreisbahn

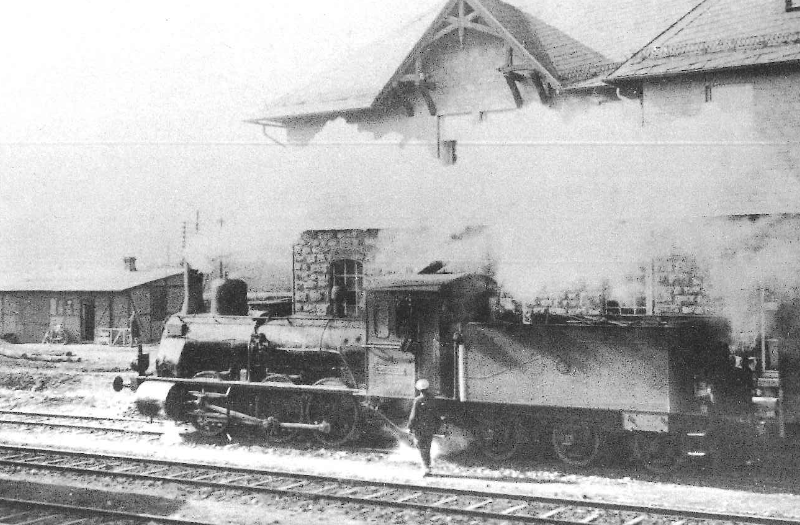
G 4.2 als Marburger Kreisbahn 3^{III} im Bahnhof Marburg Süd Krbf (1926)

Eine Lokomotive dieser Gattung kam zur Marburger Kreisbahn. Die Lokomotive, die 1892 bei den Schichau-Werken mit der Fabriknummer 614 gebaut wurde, 1895 zur KED Halle (Saale) gekommen war und die Bezeichnung Erfurt 1315 sowie ab 1901 KED 1014 getragen hatte, wurde von der Marburger Kreisbahn zu günstigen Konditionen erworben.
Für die Lokomotive musste ein Tender mit einem Fassungsvermögen von 10 m³ gekauft werden. Sie besaß einige abweichende technische Daten, so betrug der Hochdruckzylinderdurchmesser 480 mm und der Niederdruckzylinderdurchmesser 680 mm, der Treibraddurchmesser 1.200 mm und der Radstand 3.400 mm. Mit dem neuen Tender maß die Länge über Puffer 15.362 mm. Die Lokomotive besaß eine innenliegende Allan-Steuerung mit Flachschiebern.
Nach einer Hauptausbesserung ging die Lokomotive Ende 1914 mit der Bezeichnung 3III in Betrieb. Die Lokomotive war die einzige Schlepptenderlokomotive der Gesellschaft und bald das Sorgenkind der Kreisbahn. Da auf der Strecke keine Drehscheibe vorhanden waren, musste die Lokomotive von Dreihausen aus rückwärts fahren. Durch die offene Rückwand war dabei das Personal der Witterung ausgesetzt.
Anfangs besaß die Lok nur eine Handbremse am Tender, was bei schweren Zügen und fast leerem Tender zu Problemen führte. Obwohl die Lok nach dem Ersten Weltkrieg Führerhausrückwand erhielt und mit einer Westinghouse-Bremse ausgerüstet wurde, blieb sie beim Personal unbeliebt. Der Aufstieg auf die Lok war sehr eng und beim Anfahren gab es Schwierigkeiten, weil die Anfahrvorrichtung der Bauart Schichau unzuverlässig arbeitete.
Nach einem Umbau arbeitete die Lok weiter unzuverlässig, sodass sie vom Personal als störrischer Bock bezeichnet wurde. Es kam vor, dass die Anfahrt unkontrolliert erfolgte. 1926 war sie noch eine Verbundlokomotive mit großem Niederdruckzylinder. Möglicherweise ist sie in eine Zweizylinderlokomotive umgebaut worden.
Ihre Ausmusterung erfolgte 1934, im gleichen Jahr wurde sie an eine Firma in Marburg zur Verschrottung verkauft und im Bahnhof Marburg Süd verschrottet.

## Braunschweigische Landes-Eisenbahn
Fünf Lokomotiven gingen 1922 an die Braunschweigische Landes-Eisenbahn, wovon vier (ehemals Magdeburg 3859, 3863, 3825, 3839) als 3II, 5II, 9II und 29 zum Einsatz kamen, die fünfte wurde verschrottet. Da sie aus verschiedenen Bauserien verschiedener Hersteller stammten (Henschel, BMAG) stammten, ergaben sich auch Bauartunterschiede. Die Deutsche Reichsbahn übernahm sie bei der Verstaatlichung 1938 als 53 7001–7004. Sie wurden zwischen 1941 und 1947 ausgemustert.